# Danny De Maesschalck
Danny De Maesschalck (18 januari 1971) is een Belgische voetbaltrainer en ex-voetballer.
Hij volgde in 2005 Thierry Pister op bij Red Star Waasland nadat die was ontslagen. Het seizoen daarop werd hij assistent-trainer bij dezelfde club.
Na het ontslag van Glen De Boeck in oktober 2013 werd De Maesschalck hoofdtrainer ad interim.